# Verberie
Verberie è un comune francese di 4 040 abitanti situato nel dipartimento dell'Oise della regione dell'Alta Francia.

## Economia
A Verberie è stata fondata e ha sede la Poclain Hydraulics, azienda produttrice di componenti e sistemi per applicazioni idrauliche.

## Società

### Evoluzione demografica
Abitanti censiti